# Type 25 SNCB (1884)
Pour les articles homonymes, voir Type 25.
Le type 25 des Chemins de fer de l'État belge et de la SNCB est un modèle de locomotive de disposition Mammouth pour trains de marchandises mise au point en 1884 pour assurer des trains de marchandises sur la ligne du Luxembourg ainsi que des trains de marchandises lourds sur le reste du réseau.

## Origines
Ces locomotives furent mises au point pour remplacer, sur les trains de marchandises de la ligne du Luxembourg, les locomotives Type 29 de 1875 ainsi que des locomotives issues de la Grande compagnie du Luxembourg.

## Description
Elles possédaient un très large foyer Belpaire à fond plat ; un châssis double et des cylindres intérieurs, avec trois roues motrices de 1 300 mm. Elles possèdent de nombreuses pièces en commun, notamment la chaudière, avec les locomotives Type 6 et 12.
Une locomotive du type 25 parvient à remorquer 230 t à 30 km/h sur de longues rampes de 16 ‰ ; à titre de comparaison, une machine du type 29 ancien remorque le même tonnage à 17 km/h. En pratique, elles sont utilisées sur la ligne du Luxembourg avec des trains de marchandises plus lourds dont la vitesse plafonne à 17 km/h sur les rampes de 16 ‰.[réf. souhaitée]

## Utilisation
Utilisées dans tout le pays, notamment en tête de trains de charbon (ce qui leur valut le surnom de charbonnières), elles furent également utilisées par l'armée allemande et les armées alliées durant la Première Guerre mondiale.
Reléguées à l'écart des lignes principales entre les années 1900 et 1920, elles furent mises hors-service[Quand ?]. Quelques exemplaires étaient encore en service en 1940.

## Constructeurs
La commande des locomotives type 25 fut partagée entre neuf constructeurs belges qui livrèrent 472 exemplaires aux Chemins de fer de l’État Belge entre 1884 et 1898,. La numérotation est discontinue et ne respecte pas toujours l'ordre chronologique. À cette époque, une partie des locomotives neuves se voyait attribuer les matricules laissés vacants par la mise hors-service de locomotives plus anciennes, d'où une numérotation confuse.
- Les Ateliers de Construction de Boussu construisirent 4 locomotives en 1897 : les 2286-2289 et quatre autres en 1898 : les 2373-2376
- La Société Carels Frères livra 57[5] locomotives numérotées comme suit et construites en : 
  - 1885 : 1801-1805
  - 1889 : 874, 879
  - 1890 : 521, 529, 565, 878, 1848-1851, 880, 1923-1926
  - 1891 : 1929-1932, 1966-1969, 887, 938
  - 1896 : 2190-2192
  - 1897 : 2260-2262, 2275, 2255-2259
  - 1898 : 2305-2314, 2393-2395
- Cockerill construisit 81 type 25 dont le prototype, numéroté 1765[6]
  - 1884 : 1765-1772
  - 1885 : 1773-1775
  - 1886 : 1826-1835
  - 1890 : 1841-1845, 1882-1889,1908-1912,
  - 1891 : 1982-1985
  - 1895 : 2067-2070, 2171-2174
  - 1896 : 2207-2213
  - 1897 : 2245-2249, 2263-2264
  - 1898 : 2290-2304

- La Société Métallurgique de Couillet en construisit 59 (la 1864 était la millième locomotive de ce constructeur, elle fut baptisée Prince Baudouin) :
  - 1885 : 1776-1883
  - 1889 : 852, 520, 522-523, 525, 532, 1836-1839
  - 1890 : 1840, 1862-1863, 1865-1870, 1902-1907, 1864
  - 1895 : 2168-2170
  - 1896 : 2086-2087, 2200-2206
  - 1897 : 2282-2285
  - 1898 : 2356-2361, 2390-2392
- La Société Franco-Belge (La Croyère) en construisit 65 :
  - 1885 : 1793-1800
  - 1889 : 503-504, 516-518
  - 1890 : 881-886, 890-900, 906, 1897-1901
  - 1891 : 1979, 1978, 1980-1981
  - 1894 : 2164-2167
  - 1895 : 2073-2076, 2090-2091
  - 1896 : 2193-2199
  - 1897 : 2266-2269, 2273, 2265, 2274
  - 1898 : 2315-2322, 932, 965

- La Société de Saint-Léonard en construisit 49[7] :
  - 1884–85 : 706–712 (numéro d'usine)
  - 1889 : 802–805 (numéro d'usine)
  - 1890 : 843–847 (numéro d'usine)
  - 1891 : 867–871 (numéro d'usine)
  - 1891 : 888–891 (numéro d'usine)
  - 1895 : 987–988 (numéro d'usine)
  - 1896 : 1036–1042 (numéro d'usine)
  - 1897 : 1070–1072 (numéro d'usine)
  - 1898 : 1090–1099 (numéro d'usine)
  - 1898 : 1123–1124 (numéro d'usine)

- La 417 sortie des Ateliers de la Meuse en 1888 est la toute première locomotive que cette société livre aux Chemins de fer de l’État belge[8].

## Préservation
Aucune locomotive n'a échappé à la démolition ; cependant, le musée Train World expose une chaudière de locomotive type 25, qui avait été utilisée après la mise hors-service de sa locomotive pour fournir en chaleur un bâtiment de la SNCB. Le matricule de la locomotive, son constructeur et sa date de construction sont inconnus.
Il s'agit d'une chaudière de type ancien, à foyer débordant, dotée de son dôme de prise de vapeur, de ses soupapes de sûreté, de ses portes de foyer, mais dépourvue de sa cheminée et de sa sablière.
Un modèle réduit ancien de cette locomotive se trouve également au musée Train World.

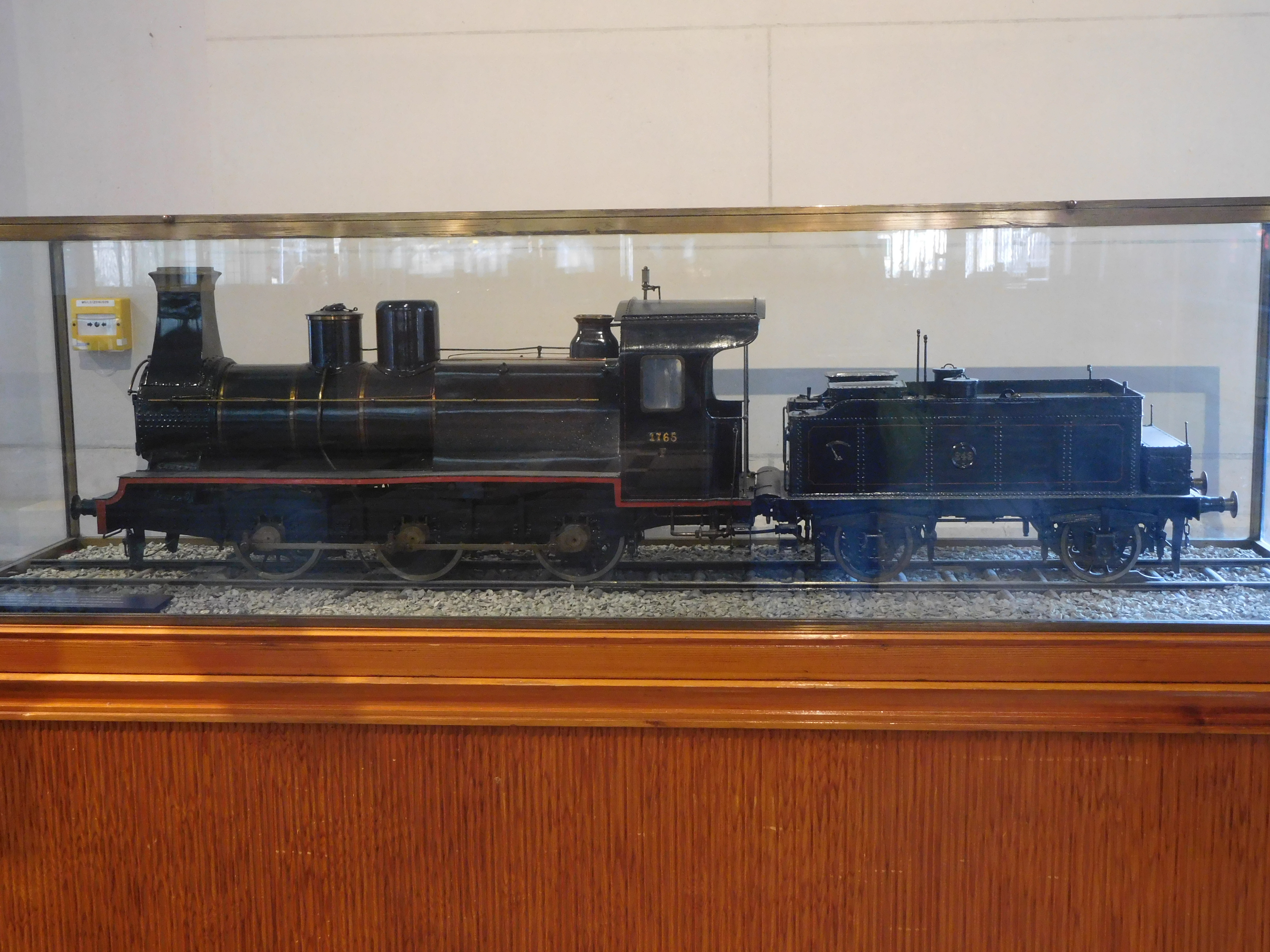
Modèle réduit au musée Train World.
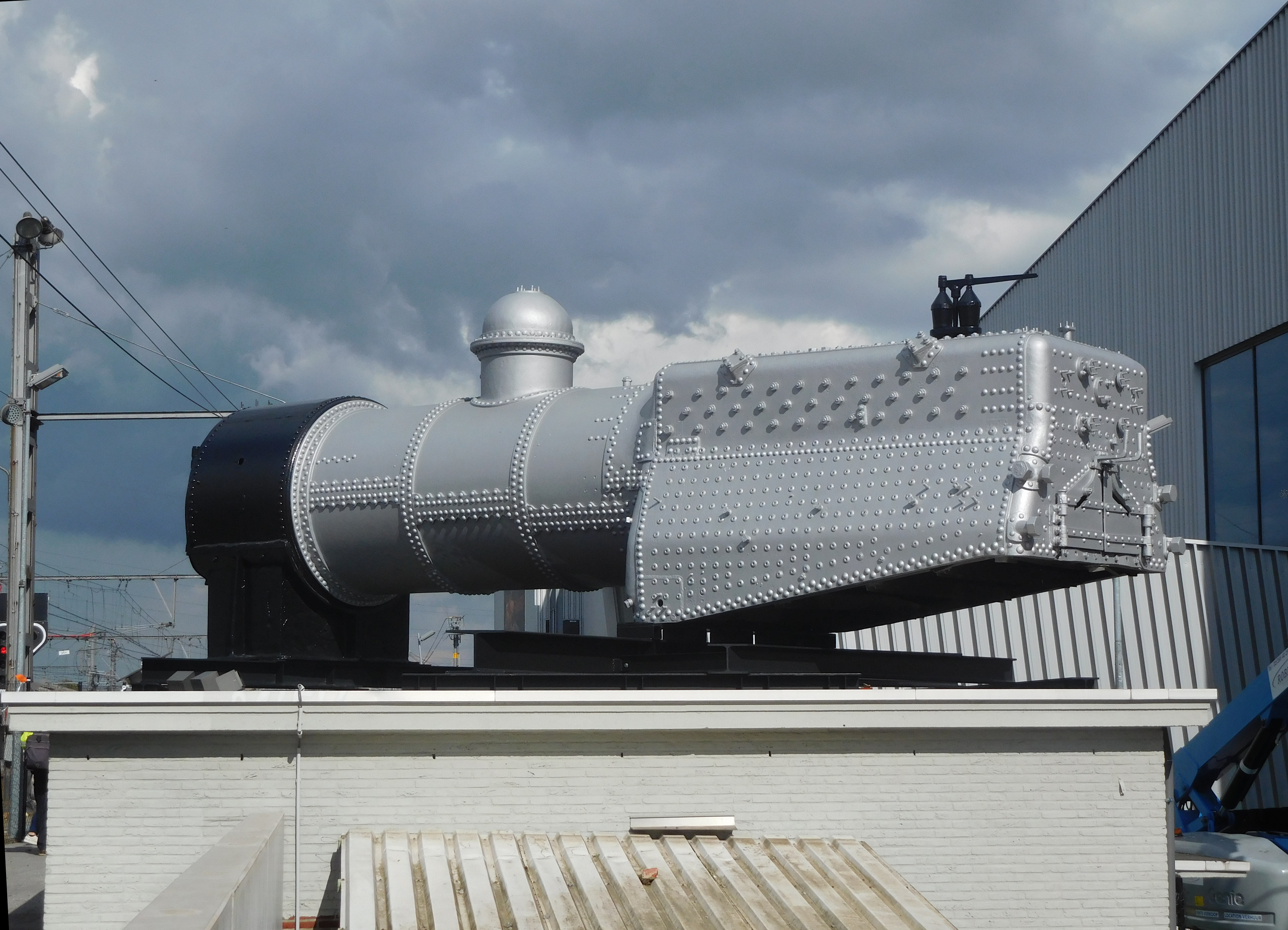
Chaudière exposée au musée Train World.
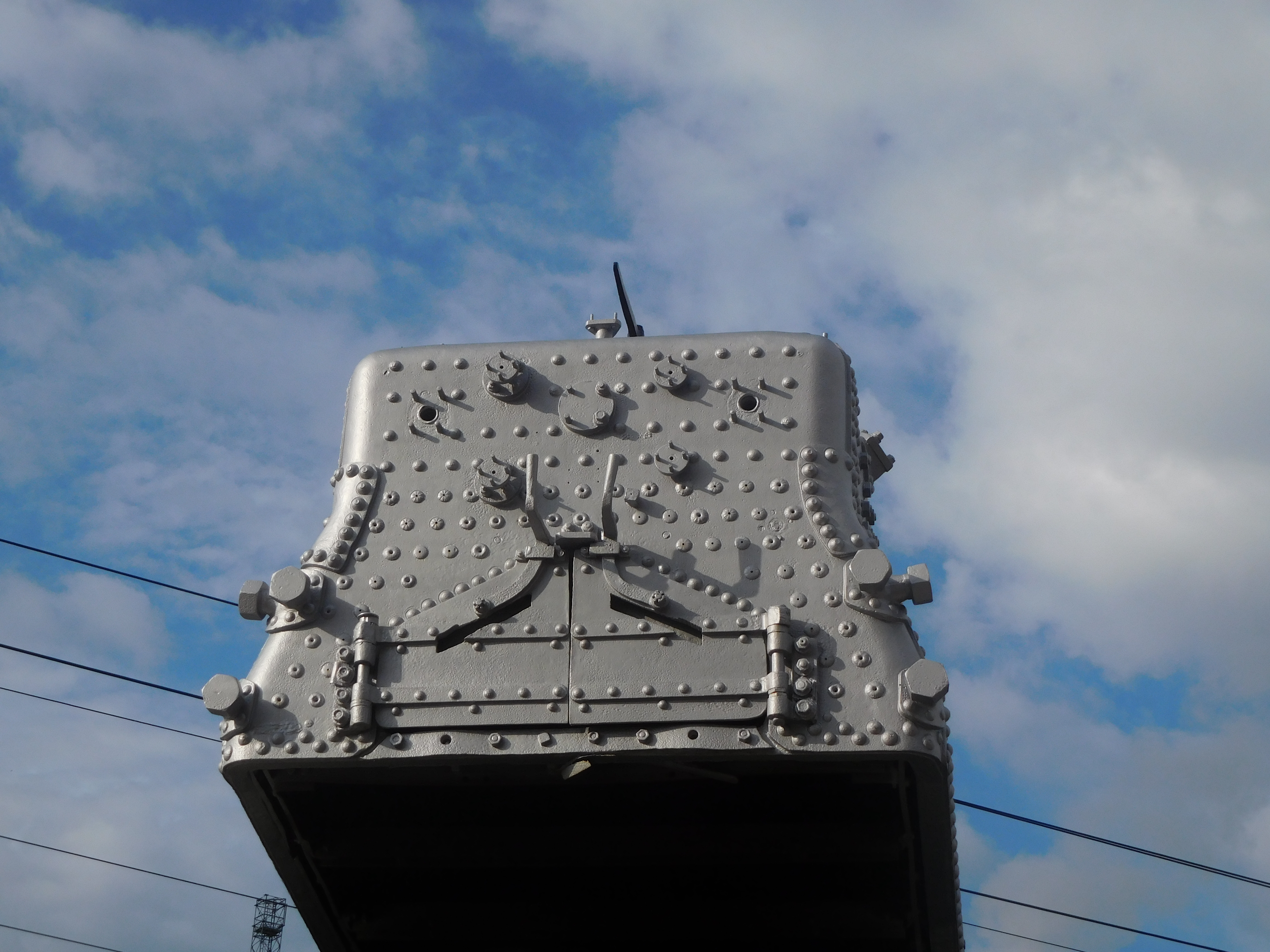
Portes du foyer Belpaire.